# Kolding Kirkecenter
Kolding Kirkecenter, tidligere kendt som Kolding Pinsekirke.
Kolding Kirkecenter er en del af Pinsevækkelsen i Danmark og blev startet i 1994. Kirken er blandt andet kendetegnet ved, at der er repræsenteret mange forskellige aldersgrupper i kirken.
Gudstjenesten er karakteristisk ved, at den foregår uden fast liturgi, og der lægges vægt på anvendelsen af Helligåndens nådegaver, et kendetegn ved en karismatisk kirke. Kirken er en del af frikirkenettet i Danmark.

## Kirkens aktiviteter
Kolding Kirkecenter er en menighed, hvor der foregår flere forskellige kirkelige aktiviteter; fx netværksgrupper, samlinger for unge, bibelstudie, bønsfælleskab, Alpha-kursus, ægteskabskurser.